# Creative Reality
Creative Reality – brytyjski producent gier komputerowych. Firma została założona przez Neila Dodwella, Jasa Austina (właściwie – Jasona Austina) oraz Davida Dew w 1987 r lub 1989 r, zlikwidowana w 2003. Najbardziej znany z gry Dreamweb z 1994 r.

## Historia
Początki firmy sięgają 1986 r, gdy Jas Austin rozpoczął pracę w Catalyst Coders. Wówczas nawiązał on współpracę z grafikiem Davidem Dew, wspólnie tworząc grę Tarzan: Lord of the Jungle dla Martech Games, a także W.A.R – konwersję gry na ZX Spectrum, nad którą w wolnym czasie pracował Jas Austin. Gry te zostały wydane, gdy firma Catalyst Coders cierpiała na problemy finansowe. Wobec tej sytuacji, dwaj programiści wraz z innym byłym pracownikiem Catalyst – Neilem Dodwellem, założyli Creative Reality, przy tym nawiązując współpracę z Martech Games.
Pierwszym tytułem sygnowanym logiem nowo powstałego studia, została konwersja Tarzana na komputery ZX Spectrum. Zespół liczący zaledwie kilka osób, w kolejnych latach stworzył gry oparte na licencji 2000 AD – brytyjskiego komiksu o tematyce fantastycznonaukowej: Slaine, Nemesis the Warlock; zasłynął też konwersją Myth: History in the Making zleconą przez System 3 na komputery ZX Spectrum w 1988 r.
W 1989 r. zespół uległ czasowemu rozwiązaniu: Jas Austin dołączył do Bits Studios.
W 1991 r. rozpoczynają się prace nad Dreamweb, którego debiut (nakładem Empire Software) następuje w 1994 r. na Amidze oraz komputerach z DOS-em.
Tytuł ten był grą przygodową z elementami horroru, której premiera odbiła się szerokim echem ze względu na występującą tam scenę symulującą stosunek seksualny i nagość, przez co doszło do zablokowana sprzedaży gry m.in. w Australii we wczesnym 1995 r. To zmusiło developera do ocenzurowania sceny, co pozwoliło ponownie wydać tytuł na większość rynków.
Pod koniec tworzenia Dreamweb, do zespołu dołączył Stephen Marley, twórca zawartego w grze „Pamiętnika (Szaleńca?)” oraz przyszły scenarzysta kolejnej produkcji studia.
Następnym, i zarazem ostatnim projektem Brytyjczyków było Martian Gothic: Unification – survival horror mechaniką czerpiący z Resident Evil Capcomu, czy Alone in the Dark od Infogrames z akcją umiejscowioną na Marsie. Gra zebrała kiepskie oceny recenzentów oraz graczy.
Po wydaniu Martian aktywność teamu ucichła, prawdopodobnie ulegając rozwiązaniu ok. sierpnia 2003 r.

## Wyprodukowane gry[10]
- Tarzan: Lord of the Jungle (1986) (Creative Reality/Martech Games) (Commodore 64, ZX Spectrum)[11]
- W.A.R (1986) (Creative Reality/Martech Games) (ZX Spectrum, Amstrad CPC, Commodore 64)[2]. Pierwotnie gra nosiła tytuł Tac i była scrollowanym shoot-upem[1].
- Sláine (znany też jako Slaine from 2000 AD, Sláine, the King, lub Sláine, the Celtic Barbarian) (1987) (Creative Reality/Martech Games)[12] (ZX Spectrum, Amstrad CPC, Commodore 64)
- Nemesis the Warlock (1987) (Creative Reality/Martech Games) (Amstrad CPC, ZX Spectrum, Commodore 64)
- The Fury (1988) (Creative Reality/Martech Games) (ZX Spectrum, Amstrad CPC)
- Myth: History in the Making (1988) (Creative Reality/System 3) (ZX Spectrum, Amstrad CPC)
- Rex (1989) (jako The Light/Martech Games) (ZX Spectrum, Amstrad CPC). Przy tworzeniu gry twórcy z obawy o kiepską sprzedaż tytułu (poprzednie tytuły nie zostały pozytywnie odebrane przez graczy i krytykę, równie słabo było z ich sprzedażą) postanowili podpisać się jako fikcyjna grupa The Light : Richard Allan (David Dew), Neil Harris (Neil Dodwell), John Anderson (Jas Austin)[13][2].
- Shoot-Out (1989) (Creative Reality/Martech Games) (ZX Spectrum, Amstrad CPC)[14]
- Dreamweb (1994) (Creative Reality/Empire Software) (Amiga, MS-DOS)
- Martian Gothic: Unification (2000) (Creative Reality/TalonSoft) (Microsoft Windows)